# Mihir Bellare
Mihir Bellare (* 1962) ist ein Kryptograph und Professor an der University of California, San Diego. Bellare hat vor allem im Bereich der beweisbaren Sicherheit kryptographischer Verfahren publiziert, oft zusammen mit Phillip Rogaway. Bellare ist einer der Mitautoren des Hashalgorithmus Skein.
Bellare wurde  1991 am Massachusetts Institute of Technology bei Silvio Micali promoviert (Randomness in interactive proofs). Er ist Professor an der University of California, San Diego.
2003 wurde Bellare der Award der sechsten RSA-Konferenz für herausragende Leistungen im Bereich der Mathematik und der kryptographischen Forschung verliehen. 2009 erhielt er mit Rogaway den Paris-Kanellakis-Preis.

## Arbeiten zu beweisbarer Sicherheit und RSA
Bellare hat zur Analyse kryptografischer Verfahren mit Hashfunktionen mit Rogaway das Modell des Zufallsorakels entwickelt. Darauf aufbauend hat er verschiedene Padding-Varianten des RSA-Kryptosystems entwickelt, die unter bestimmten Annahmen beweisbar sicher sind. Von ihm sind:
- Full-Domain-Hash (FDH)
- Probabilistic Signature Scheme (PSS) mit Rogaway
- Optimal Asymmetric Encryption Padding (OAEP) mit Rogaway

PSS und OAEP sind inzwischen als PKCS #1 2.1 standardisiert.

## Schriften
- mit Rogaway: Random oracles are practical: a paradigm for designing efficient protocols, First ACM Conference on computer and communications security, 1993, S. 62–73
- mit Rogaway: Entitiy authentification and key distribution, Crypto 93, LNCS 773, Springer Verlag 1993, S. 232–249
- mit Rogaway: Optimal asymmetric encryption, Advances in Cryptology, Eurocrypt 1994, LNCS 950, 1994, S. 92–111